# Transavantgarda
Transavantgarda je umělecké hnutí, italská verze neoexpresionismu, jež se koncem 70. let rozšířilo po celé Itálii a Západní Evropě. Jde o úsilí zlikvidovat dědictví avantgardy. 
Za autora tohoto termínu, jenž doslova znamená "za avantgardou", bývá označován italský kritik Achille Bonito Oliva. Toto hnutí odmítá abstraktní a konceptuální umění a navrací do malířství a sochařství radost. Transavantgardisté znovuoživili figurativní umění a symbolismus.
Předními tvůrci tohoto směru jsou Sandro Chia, Francesco Clemente, Enzo Cucchi, Nicola de Maria, Mimmo Paladino, Fernando Leal Audirac a Remo Salvadori.